# Quang Binh
Quang Binh (vietnamita: Quảng Bình) é uma província do Vietnã. O capital provincial é Dong Hoi. Phong Nha-Ke Bang é ficado situado nesta província. Esta província é o lugar do nascimento da família de Vo Nguyen Giap e de Ngo Dinh Diem.

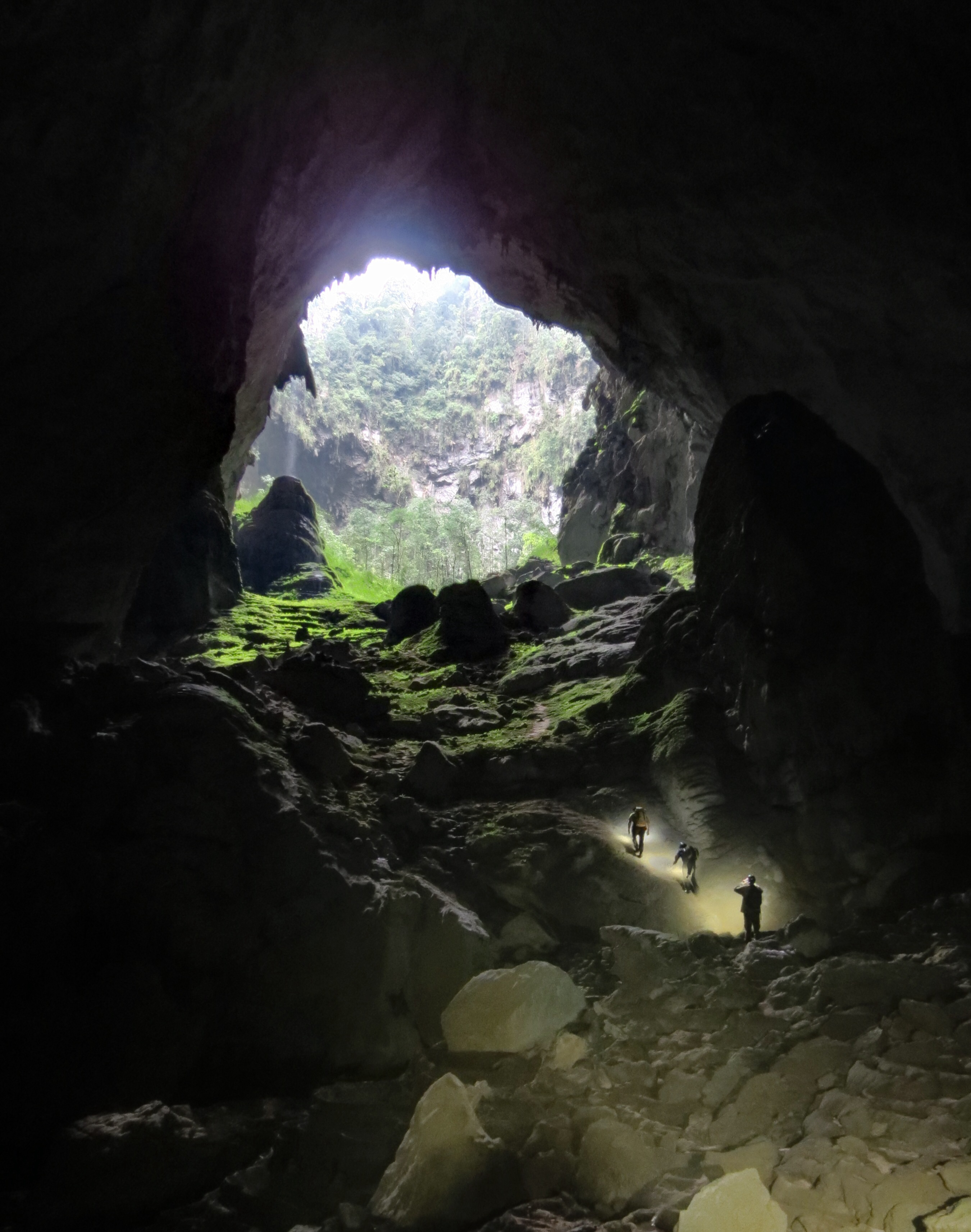
Gruta de Sơn Đoòng.

1. REDIRECT Quảng Bình